# Eric Jelen
Eric Jelen (Treviri, 11 marzo 1965) è un ex tennista tedesco.

## Carriera
In carriera ha vinto un titolo nel singolare e cinque titoli di doppio. Nei tornei del Grande Slam ha ottenuto il suo miglior risultato raggiungendo il quarto turno nel singolare a Wimbledon nel 1986.
In Coppa Davis ha giocato un totale di 28 partite, ottenendo 20 vittorie e 8 sconfitte. Ha inoltre contribuito alla vittoria della Germania nella competizione nel 1988 e nel 1989.

## Statistiche

### Singolare

#### Vittorie (1)
| Numero | Anno           | Torneo                | Superficie | Avversario in finale | Punteggio     |
| 1.     | 25 giugno 1989 | Bristol Open, Bristol | Erba       | Nick Brown           | 6-4, 3-6, 7-5 |

#### Finali perse (1)
| Numero | Anno            | Torneo                           | Superficie | Avversario in finale | Punteggio     |
| 1.     | 11 ottobre 1987 | Brisbane International, Brisbane | Cemento    | Kelly Evernden       | 6-3, 1-6, 1-6 |

### Doppio

#### Vittorie (5)
| Numero | Anno             | Torneo                              | Superficie | Compagno          | Avversari in finale              | Punteggio     |
| 1.     | 21 febbraio 1988 | Milan Indoor, Milano                | Sintetico  | Boris Becker      | Miloslav Mečíř Tomáš Šmíd        | 6-3, 6-3      |
| 2.     | 9 ottobre 1988   | Brisbane International, Brisbane    | Cemento    | Carl-Uwe Steeb    | Grant Connell Glenn Michibata    | 6-4, 6-1      |
| 3.     | 26 febbraio 1989 | Grand Prix de Tennis de Lyon, Lione | Sintetico  | Michael Mortensen | Jakob Hlasek John McEnroe        | 6-2, 3-6, 6-3 |
| 4.     | 25 agosto 1991   | Waldbaum's Hamlet Cup, Long Island  | Cemento    | Carl-Uwe Steeb    | Doug Flach Diego Nargiso         | 0-6, 6-4, 7-6 |
| 5.     | 10 novembre 1991 | Kremlin Cup, Mosca                  | Sintetico  | Carl-Uwe Steeb    | Andrej Čerkasov Aleksandr Volkov | 6-4, 7-6      |

#### Finali perse (6)
| Numero | Anno              | Torneo                                     | Superficie  | Compagno     | Avversari in finale               | Punteggio     |
| 1.     | 21 settembre 1986 | ATP German Open, Amburgo                   | Terra rossa | Boris Becker | Sergio Casal Emilio Sánchez       | 4-6, 1-6      |
| 2.     | 22 febbraio 1987  | Pilot Pen Classic, Indian Wells            | Cemento     | Boris Becker | Guy Forget Yannick Noah           | 4-6, 6-7      |
| 3.     | 23 ottobre 1988   | Tokyo Indoor, Tokyo                        | Sintetico   | Boris Becker | Andrés Gómez Slobodan Živojinović | 5-7, 7-5, 3-6 |
| 4.     | 14 maggio 1989    | ATP German Open, Amburgo                   | Terra rossa | Boris Becker | Emilio Sánchez Javier Sánchez     | 4-6, 1-6      |
| 5.     | 29 ottobre 1989   | Frankfurt Grand Prix, Francoforte sul Meno | Sintetico   | Kevin Curren | Pieter Aldrich Danie Visser       | 6-7, 7-6, 3-6 |
| 6.     | 14 aprile 1991    | Torneo Godó, Barcellona                    | Terra rossa | Boris Becker | Horacio de la Peña Diego Nargiso  | 6-3, 6-7, 4-6 |